# Uczelnie w Poznaniu
Uczelnie w Poznaniu – miasto Poznań jest ważnym ośrodkiem akademickim w Polsce. Funkcjonuje tutaj 8 uczelni publicznych oraz 17 uczelni niepublicznych (2018). Według danych z 2008 roku w mieście studiowało ponad 141 tys. studentów, w roku 2018 studentów było ok. 104 tys.

## Uczelnie publiczne[a]
- Uniwersytet im. Adama Mickiewicza w Poznaniu
- Politechnika Poznańska
- Uniwersytet Ekonomiczny w Poznaniu
- Uniwersytet Medyczny im. Karola Marcinkowskiego w Poznaniu
- Uniwersytet Przyrodniczy w Poznaniu
- Akademia Wychowania Fizycznego im. Eugeniusza Piaseckiego w Poznaniu
- Uniwersytet Artystyczny im. Magdaleny Abakanowicz w Poznaniu
- Akademia Muzyczna im. Ignacego Jana Paderewskiego w Poznaniu

## Uczelnie niepubliczne[b]
- Poznańska Akademia Medyczna Nauk Stosowanych im. Księcia Mieszka I w Poznaniu
- Arcybiskupie Seminarium Duchowne w Poznaniu
- Collegium Da Vinci
- Poznańska Wyższa Szkoła Biznesu
- Uniwersytet WSB Merito w Poznaniu
- Wyższa Szkoła Bezpieczeństwa w Poznaniu
- Wyższa Szkoła Edukacji i Terapii im. prof. Kazimiery Milanowskiej w Poznaniu
- Wyższa Szkoła Handlu i Usług w Poznaniu
- Wyższa Szkoła Hotelarstwa i Gastronomii w Poznaniu(inne języki)
- Wyższa Szkoła Języków Obcych im. Samuela Bogumiła Lindego w Poznaniu
- Wyższa Szkoła Komunikacji i Zarządzania w Poznaniu
- Wyższa Szkoła Logistyki w Poznaniu
- Wyższa Szkoła Techniczno-Humanistyczna Kadry dla Europy w Poznaniu
- Wyższa Szkoła Umiejętności Społecznych im. prof. Michała Iwaszkiewicza w Poznaniu
- Wyższa Szkoła Uni-Terra w Poznaniu
- Wyższa Szkoła Zarządzania i Psychologii w Poznaniu
- Wyższa Szkoła Zawodowa Pielęgnacji Zdrowia i Urody w Poznaniu
- Wyższe Seminarium Duchowne Towarzystwa Chrystusowego w Poznaniu

## Wydziały zamiejscowe uczelni niepublicznych
- Collegium Humanum – Szkoła Główna Menedżerska z siedzibą w Warszawie (z siedzibą w Warszawie)
- Uniwersytet SWPS (z siedzibą w Warszawie)
- Wyższa Szkoła Nauk o Zdrowiu w Bydgoszczy (z siedzibą w Bydgoszczy)

## Uczelnie historyczne
- Akademia Lubrańskiego (1519–1780)
- Kolegium jezuickie w Poznaniu (1573-1793), od 1773 Akademia Wielkopolska, od 1780 Szkoła Wydziałowa Poznańska
- Wyższe Katolickie Studium Społeczne w Poznaniu (1937-1939)
- Wyższa Szkoła Oficerska Wojsk Pancernych im. Stefana Czarnieckiego (1967-1993)
- Wyższa Szkoła Oficerska Służb Kwatermistrzowskich im. Mariana Buczka (1971-1994)
- Wyższa Szkoła Oficerska im. Stefana Czarnieckiego (1994-2002)
- Wyższa Szkoła Handlu i Rachunkowości w Poznaniu
- Wielkopolska Wyższa Szkoła Turystyki i Zarządzania w Poznaniu (2003-2013)
- Schola Posnaniensis - Wyższa Szkoła Sztuki Stosowanej (1993-2006)